# Sainte-Foy-la-Grande

Sainte-Foy-la-Grande este o comună în departamentul Gironde din sud-vestul Franței. În 2009 avea o populație de 2.544 de locuitori.

## Evoluția populației
| An        | 1975  | 1982  | 1990  | 1999  | 2006  | 2009  |
| --------- | ----- | ----- | ----- | ----- | ----- | ----- |
| Populație | 3.345 | 2.967 | 2.745 | 2.788 | 2.588 | 2.544 |